# Gruppo Stieler
Il gruppo Stieler (in lingua tedesca Stieler-Gruppe) fu la prima organizzazione terroristica irredenta attiva in Alto Adige nel secondo dopoguerra. Essa prende il nome da Hans Stieler, il capo dell'organizzazione. Il gruppo fu attivo tra il 1956 e il 1957.

## Il gruppo
Ad eccezione di un insegnante elementare, l'ultrasessantenne Johann Mittermaier, i membri del gruppo erano operai o contadini tra i venti e i quarant'anni, residenti fra Bolzano, Merano e Bressanone.
Hans Stieler era tipografo presso il quotidiano di lingua tedesca Dolomiten. Egli coordinò le azioni del gruppo, aiutato dai fratelli Josef ed Anton, e prese contatti con associazioni irredentistische austriache (tra cui il Bergisel-Bund). Dall'Austria si procurò anche il materiale esplosivo destinato agli attentati.

## Gli attentati
Il primo attentato ebbe luogo il 20 settembre 1956 in località Settequerce di Terlano verso le 23:30. I dinamitardi fecero esplodere una carica di esplosivo a ridosso di un capannone della Caserma Huber. A causa dell'esplosione i vetri delle finestre dell'edificio vennero infranti e un muro danneggiato.
Il 6 ottobre 1956 verso le 21:30 esplose un'altra carica di dinamite sistemata ai piedi di una porta di accesso all'oratorio don Bosco di Bressanone, dove si sarebbe dovuto tenere un congresso della Democrazia Cristiana altoatesina. Si scardinò la porta ed alcuni vetri andarono in frantumi.
Il 27 ottobre 1956 venne rinvenuta una carica di esplosivo in un involucro sistemato sotto il sedile di una carrozza passeggeri di un treno proveniente da Innsbruck.
II 2 novembre 1956 un altro ordigno venne rinvenuto su un treno proveniente dall'Austria alla stazione di Vipiteno.
Il 4 dicembre 1956, mentre gli operai che lavoravano alla costruzione della centrale di Santa Valburga d'Ultimo stavano festeggiando la ricorrenza di Santa Barbara con spari di mortaretti, esplosero quattro cariche di dinamite collocate sotto quattro pali di sostegno della linea elettrica. I macchinari del cantiere e le pompe idrovore sistemate nella galleria rimasero fermi per alcuni giorni.
Il 14 gennaio 1957 verso le 21:00, nella zona di Varna, alcune cariche di esplosivo provocarono l'abbattimento del traliccio di sostegno di una linea conduzione dell'energia elettrica. L'incidente interruppe il traffico sulla ferrovia del Brennero.
Il 17 gennaio 1957 alle 0:30 un ordigno scoppiò a Cardano, frazione di Cornedo all'Isarco, sulla ferrovia del Brennero, causando un affossamento della massicciata, il sollevamento dei binari di tre centimetri e l'incrinatura della rotaia esterna. Mancò poco che si arrivasse a un disastro ferroviario.

## Le condanne
I membri del Gruppo Stieler furono assicurati alla giustizia italiani e condannati, seppure a pene relativamente lievi. Il 9 agosto 1962 la Suprema Corte di Cassazione confermò la sentenza emessa il 1º dicembre 1960 dalla Corte d'Assise d'Appello di Bologna nei confronti degli otto dinamitardi altoatesini imputati.
Data la revoca della condizionale per reati precedenti, il trentaquattrenne Hans Stieler dovette scontare quattro anni e otto mesi di reclusione più due anni di libertà vigilata per associazione a delinquere.
Il venticinquenne Anton Wenger di Terlano fu condannato a una pena di due anni e quattro mesi di reclusione e dieci giorni di arresto più due anni di libertà vigilata per associazione a delinquere.
Il trentaquattrenne Anton Gritsch di Merano fu condannato a un anno e quattro mesi di reclusione più due anni di libertà vigilata per associazione a delinquere.
Il trentenne Rudolf Göller di Bolzano dovette scontare tre anni e quattro mesi di reclusione e dieci giorni di arresto più due anni di libertà vigilata per associazione a delinquere.
Il sessantatreenne Johann Mittermaier di Bressanone fu condannato un anno e quattro mesi più due anni di libertà vigilata per associazione a delinquere.
Il trentunenne Rudolf Ploner di Naz-Sciaves dovette scontare due anni e dieci mesi di reclusione.
Rispetto al reato di detenzione abusiva di armi sia Wenger sia Göller furono amnistiati.
Karl Lun di Bolzano e Karl Recla di Bressanone furono condannati a due anni di libertà vigilata per associazione a delinquere.